# Henry A. Wallace
Henry Agard Wallace (7 tháng 10 năm 1888 – 18 tháng 11 năm 1965) là Phó Tổng thống thứ 33 của Hoa Kỳ (1941-1945), Bộ trưởng Nông nghiệp (1933-1940), và Bộ trưởng Thương mại (1945-1946). Trong cuộc bầu cử Tổng thống năm 1948, Wallace từng là ứng viên của Đảng Tiến bộ.

## Tuổi trẻ
Gia đình Wallace mang gốc Scotland-Ireland theo dòng Trưởng lão, di cư từ Ulster, Ireland, tới Pennsylvania. Ông nội của Henry Agard Wallace, cũng tên là Henry Wallace, từng là một mục sư dòng Trưởng lão sở hữu một vùng đớt lớn ở Iowa, và cổ vũ cho việc phát triển "trang trại khoa học". Ông này tham gia vào các hội bảo vệ nông dân và từng là biên tập viên của Iowa Homestead, tớ báo nông nghiệp quan trọng nhất của tiểu bang.
Bố của Henry A. Wallace cũng tên là Henry Cantwell Wallace, một điền chủ, giáo sư đại học, từng làm Bộ trưởng Nông nghiệp Hoa Kỳ dưới thời các Tổng thống đảng Cộng hòa là Warren G. Harding và Calvin Coolidge. Henry Agard Wallace sinh ngày 7 tháng 10 năm 1888 tại một trang trại gần Orient, Iowa, ở Hạt Adair, Iowa, nhưng về sau gia đình chuyển tới Des Moines, Iowa. Mẹ của Wallace, tên thời con gái là May Brodhead, là một người cũng yêu cây trồng và ngoan đạo. Chịu ảnh hưởng của cha mẹ và một sinh viên gốc Phi, nhà thực vật học tương lai 
George Washington Carver sống tại nhà, từ nhỏ Wallace đã tìm hiểu thực vật và từ năm 15 tuổi đã tiến hành thí nghiệm trên các giống cây lai.
Wallace vào học Đại học Tiểu bang Iowa ở Ames, Iowa, tốt nghiệp cử nhân ngành chăn nuôi năm 1910. Ông làm công việc biên tập do tờ báo riêng của gia đình, Wallaces' Farmer ở Des Moines từ 1910 tới 1924 và từ năm 1924 tới 1929 làm tỏng biên tập. Wallace tiến hành thí nghiệm với ngô lai năng suất cao và viết một số lượng bài báo đáng kể về nông nghiệp. Ông phát minh ra biểu đồ tỉ lệ lợn-ngô đầu tiên chỉ ra xu hướng hướng thị trường. Ông cũng nghiên cứu thống kê và đồng tác giả một bài viết quan trong với nhà thống kê học George W. Snedecor về các phương pháp phân tích tương quan và hồi quy
Năm 1914, Wallace cưới Ilo Browne, và năm 1926, được trợ giúp từ khoản tiền thừa kế nhỏ vợ có được, ông lập nên Công ty Ngô Hi-Bred rất thành công và đưa ông thành một triệu phú. Công ty về sau trở thành một tập đoàn nông nghiệp với tên Pioneer Hi-Bred, được Tập đoàn DuPont mua lại năm 1999 với giá xấp xỉ 10 tỷ đô la.

## Sự nghiệp chính trị

### Bộ trưởng Nông nghiệp
Năm 1933, Tổng thống Franklin D. Roosevelt bổ hiệm Wallace làm Bộ trưởng Nông nghiệp Hoa Kỳ, vị trí mà cha ông từng nắm những năm 1921-1924. Henry A. Wallace từng trong danh sách đảng viên Cộng hòa cho đến năm 1936, nhưng từ lâu là một người thuộc phe tiến bộ và từng vận động cho ứng viên Dân chủ Al Smith. Ông là một trong ba người thuộc đảng Cộng hòa được Rooservelt bổ nhiệm làm thành viên nội các. Các chính sách nông nghiệp dưới thời Wallace gây ra tranh cãi: để tăng giá hàng lương thực ông tiến hành việc giết lợn, nhổ các cánh đồng bông, và trả tiền cho nông dân để họ bỏ hoang đất. Ông cũng vận động cho chính phủ mua tích trữ bình ổn thị trường nông nghiệp. Sử gia Arthur M. Schlesinger, người lên án Wallace trong nhiều lĩnh vực khác, lại gọi Wallace là "bộ trưởng nông nghiệp tốt nhất đất nước này từng có", trong khi Erich Rauchway phê phán Wallace và chính sách nông nghiệp thời cải cách kinh tế Roosevelt là quá ưu ái nông dân và duy trì một nền kinh tế trang trại lỗi thời

### Tranh cãi Roerich
Wallace từng trao đổi thư từ với Nicholas Roerich, một nghệ sĩ, triết gia di cư từ Nga. Roosevelt và Wallace đã vận động Quốc hội ủng hộ chương trình "Ngọn cờ Hòa bình" của Roerich, dẫn đến một hiệp ước trên châu Mỹ để bảo vệ các thể chế nghệ thuật và khoa học trên thế giới trước sự tàn phá của chiến tranh. Năm 1934, Bộ Nông nghiệp gửi Roerich trong một phái đoàn tới Trung Á để tìm các loại cỏ chịu hạn để tránh sự tái diễn của thảm họa Cơn bão Đen. Tuy nhiên khi đến đây Roerich gây rắc rối khi tìm cách hồi sinh vương quốc Phật giáo Shambhala trong truyền thuyết, do đó khiến các cường quốc có ảnh hưởng trong khu vực là Anh và Nhật Bản bất bình. Sau khi Wallace triệu hồi Roerich, chính phủ tiến hành điều tra ông này trốn thuế, nhưng nghệ sĩ này giữ một hộ chiếu Pháp đã tìm cách đi tới Ấn Độ.
Trong cuộc bầu cử Tổng thống năm 1940 mà Wallace ứng cử chức Phó Tổng thống, đảng Cộng hòa có được những bức thư Wallace gửi Roerich những năm 1930, gọi ông này là "Dear Guru" ("Bậc thầy đáng mến"), tuy rằng một số người tin rằng một số chứng cớ trong đó là ngụy tạo. Phe Cộng hòa đe dọa sẽ công bố những bức thư này cho công chúng để cho thấy khuynh hướng lập dị và tinh thần tôn giáo "lệch lạc" của Wallace, tuy nhiên đảng Dân chủ đe dọa đáp trả bằng cách tung ra thông tin về vụ ngoại tình giữa ứng viên Cộng hòa Wendell Willkie và nữ nhà văn Irita Van Doren. Do đó chuyện này xẹp xuống, nhưng đến cuối năm 1947 bị nhà báo Westbrook Pegler khơi ra và tạo ra một đòn dánh vào Wallace trong kì bầu cử Tổng thống sắp tới khi đó. Wallace từ chối bình luận về những lá thư này.

### Phó Tổng thống
Với vị thế một nhà cải cách tự do và người tham gia kiến tạo Chính sách kinh tế mới, Wallace được Roosevelt chọn làm ứng viên phó Tổng thống trong cuộc chạy đua bầu cử vào tháng 9 năm 1940. Tuy nhiên nhiều người thuộc cánh bảo thủ của Đảng Dân chủ không tin tưởng Wallace, đánh giá ông là mang đầu óc không tưởng, thần bí, hơn nữa từng là người của Đảng Cộng hòa. Nhiều đại cử tri đã phản đối liên danh với Wallace kịch liệt và chỉ chịu thôi khi Roosevelt dọa sẽ từ chối nhận đề cử ứng viên Tổng thống. Có người cho rằng Roosevelt chọn Wallace là nhằm tranh thủ phe tiến bộ của Đảng Cộng hòa, rằng họ có thể gia nhập liên minh cầm quyền theo bước Wallace Kết quả Wallace nhận được 59% trên tổng số 1100 đại cử tri tại đại hội đề cử của đảng, đánh bại Chủ tịch Hạ viện William B. Bankhead đến từ Alabama. Liên danh Roosevelt-Wallace đắc cử tháng 11 năm 1940 với tỉ lệ phiếu 449/531 phiếu đại cử tri và nhậm chức ngày 20 tháng 1 năm 1941.
Roosevelt bổ nhiệm Wallace làm chủ tịch của Hội đồng Chiến tranh Kinh tế và Hồi đồng Phân bổ và Ưu tiên Cung ứng năm 1941. Những vị trí này trở nên rất quan trọng khi Hoa Kỳ bước vào Chiến tranh thế giới thứ hai, nhưng cũng khiến Wallace thường xuyên va chạm với phe bảo thủ của đảng Dân chủ, nhất là Bộ trưởng Thương mại Jesse H. Jones.
Ngày 8 tháng 5 năm 1942, Wallace có bài diễn văn nổi tiếng nhất trong sự nghiệp, về sau thường được gọi là "Thế kỷ của người Bình dân" ("Century of the Common Man") tại Hội Thế giới Tự do ở New York. Diễn văn này, dựa trên nền tảng Kitô giáo, vạch ra một viễn cảnh lạc quan về cục diện hậu Thế chiến sau khi đánh bại Đức Quốc xã. Ông kêu gọi cho một thế giới chia sẻ tài sản và chấm dứt chủ nghĩa thực dân cùng bóc lột kinh tế. Diễn văn này và sau đó với một quyển sách cùng tên đã khiến Wallace trở nên rất nổi tiếng, nhưng cũng đem lại cho ông nhiều mối thù địch trong giowiis lãnh đạo đảng, đảng Cộng hòa và cả giới doanh nghiệp. Wallace cũng có một diễn văn nổi tiếng khác, ủng hộ dập tắt cuộc bạo loạn phân biệt chủng tộc ở Detroit năm 1943.

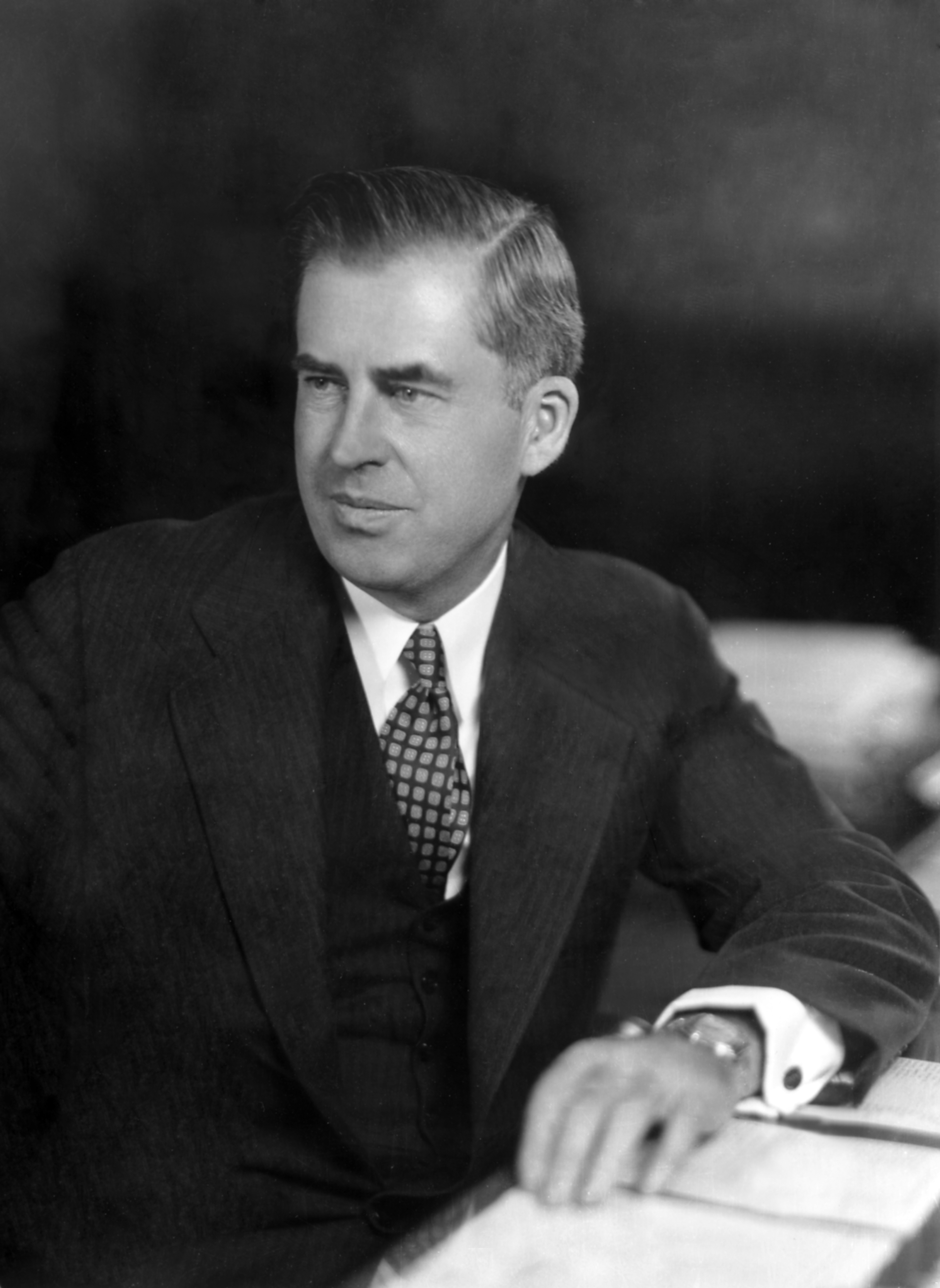
Chân dung Henry Wallace thời kỳ làm Phó Tổng thống

Năm 1943, Wallace có một chuyến đi hữu nghị tới Châu Mỹ Latinh, và thành công trong việc thuyết phục các nước chủ chốt tuyên chiến với Đức. Ông cũng yêu cầu Hội đồng Chiến tranh Kinh tế thêm các "điều khoản lao động" vào các hợp đồng với những nhà sản xuất Mỹ Latin, đòi hỏi phải trả lương công bằng và cung cấp điều kiện lao động an toàn cho công nhân, và Hoa Kỳ sẽ chi trả một nửa chi phí cần thiết cho việc cải thiện này.
Sau khi gặp Vyacheslav Molotov, Wallace bắt đầu tiến hành một chuyến đi vào ngày 23 tháng 5 năm 1944 từ Alaska, đổ bộ tới Magadan thuộc Liên Xô, sau đó đi tới Mông Cổ và Trung Quốc. Phim tài liệu do Owen Lattimore tháp tùng Wallace cùng những báo chí thời đó tuyên truyền cho chuyến đi và mô tả Liên Xô một cách tích cực.
Sau khi Wallace công khai giảng hòa với Jesse H. Jones và các viên chức cấp cao khác vào cuối năm 1944, Roosevelt rút ông khỏi các trách nhiệm thời chiến và dự định cho Wallace thay thế mình trên lá phiếu tổng thống. Một cuộc thăm dò của Viện Gallup tiến hành ngay trước cuộc Đề cử ứng viên Phó Tổng thống Đảng Dân chủ năm 1944 cho thấy 65% số người được hỏi ủng hộ Wallace và chỉ 2% ủng hộ đối thủ sau cùng của ông Harry S. Truman. Tại đại hội Đảng Dân chủ, ban đầu Wallace nhận được ủng hộ của phần lớn các đại biểu nhưng giới lãnh đạo đảng tìm cách vận động để cho Truman chiến thắng vào phút cuối cùng. Truman thay thế Wallace ở vị trí Phó Tổng thống vào ngày 12 tháng 4, kế nhiệm chức Tổng thống khi Franklin D. Roosevelt từ trần. Nói cách khác, Henry A. Wallace lỡ cơ hội trở thành Tổng thống thứ 33 của Hoa Kỳ chỉ trong 82 ngày.

### Bộ trưởng Thương mại
Để xoa dịu Wallace, Roosevelt bổ nhiệm ông làm Bộ trưởng Thương mại tháng 3 năm 1945, và ông tiếp tục đảm nhiệm vị trí này trong thời gian đầu Truman cầm quyền. Trong một diễn văn ngày 12 tháng 4 năm 1946, Wallace nói rằng "bên cạnh ngôn ngữ chung và truyền thống văn học chung, chúng ta chẳng có gì chung với nước Anh đế quốc hơn là nước Nga cộng sản". Wallace khét tiếng là "nhẹ nhàng" khi nói về cộng sản, nhưng sự căm ghét những liên quan của nước Mỹ với Anh và châu Âu thì bấy giờ hầu hết các khuynh hướng chính trị đều tán thành. Tháng 9 năm 1946, Tổng thống Harry S. Truman sa thải ông do bất đồng về chính sách với Liên Xô. Ông là Phó Tổng thống Hoa Kỳ cuối cùng phục vụ trong nội các của một Tổng thống tiếp theo.

### Tranh cử Tổng thống năm 1948
Sau khi mất chức, Wallace trở thành biên tập cho tạp chí The New Republic, sử dụng lập trường của mình để lên án chính sách ngoại giao của Truman. Vào thời điểm Chiến tranh Lạnh bắt đầu, ông tiên đoán rằng nó sẽ đánh dấu "một thế kỷ của sợ hãi".
Wallace rời vị trí biên tập năm 1948 để vận động bầu cử Tổng thống. Đảng Dân chủ phân hóa và phái tự do tách ra thành Đảng Tiến bộ ủng hộ đường lối của Wallace. Bên cạnh chống lại các chiến sách Chiến tranh Lạnh và Kế hoạch Marshall, chương trình tranh cử của ông cũng kêu gọi chống phân biệt với phụ nữ, cho người da đen quyền bỏ phiếu đầy đủ, chống lại các tập đoàn kinh tế và xây dựng hệ thống bảo hiểm chính phủ toàn quốc. Chiến dịch của ông là khác thường vào thời đó vì nó đưa ra các ứng viên người Mỹ gốc Phi bên cạnh những người da trắng cho các vị trí đại cử tri ở các tiểu bang miền Nam, hay việc ông từ chối xuất hiện những khán giả chia tách (giữa da đen và da trắng) hay ăn hoặc ở những nơi chia tách. Tạp chí Time mô tả ông đi lại phô trương ở nhiều thành phố miền Nam "với thư ký người Phi bên cạnh mình." Rất nhiều trứng và cà chua đã ném vào Wallace và những thành viên vận động cho ông trong chuyến đi, khiến Wallace bình luận rằng "Có một sợi xích dài liên kết những tên côn đồ vô danh trẻ tuổi ở North Carolina hay Alabama với những người đàn ông trong trang phục doanh nhân được may cắt trang trọng ở những trung tâm tài chính lớn ở New York hay Boston, nhưng người làm ra lợi nhuận dollars-&-cents bằng cách đẩy chủng tộc này chống chủng tộc khác ở miền nam xa xôi." 
Những bức thư cho Roerich được lưu hành để cản trở chiến dịch của ông. Các nhà báo H.L. Mencken và Dorothy Thompson, những người chống đối Chính sách kinh tế mới từ lâu, tìm cách gây thêm tổn hại thanh danh cho Wallace bằng cách tuyên bố ông và những người Tiến bộ chịu sự kiểm soát ngấm ngầm của Cộng sản. Đảng Cộng sản Hoa Kỳ không đưa ra ứng cử viên nào trong cuộc bầu cử này và đã ủng hộ Wallace. Việc Wallace từ chối không công khai bác bỏ sự ủng hộ đề cử của cộng sản khiến ông đánh mất sự ủng hộ của nhiều người chống cộng trong phái tự do. Kết quả là liên danh của Wallace với Thượng nghị sĩ Glen H. Taylor thất bại thảm hại: họ về thứ tư trong cuộc bầu cử với chỉ 2,4% phiếu phổ thông và không nhận được phiếu đại cử tri nào.

## Những năm cuối đời
Sau thất bại, Wallace từ bỏ phần nhiều hoạt động chính trị và quay về với quan tâm trồng trọt của mình, lui về sống ở South Salem, New York. Những năm về sau ông đạt được một số tiến bộ trong lĩnh vực nông học, bao gồm một việc nhân một giống gà mà từng có thời điểm chiếm đại đa số tất cả số gà đẻ trứng trên toàn cầu. Trung tâm Nghiên cứu Nông nghiệp Henry A. Wallace Beltsville, tổ hợp nghiên cứu nông nghiệp lớn nhất thế giới của Bộ Nông nghiệp Hoa Kỳ, được đặt theo tên ông.
Năm 1950, khi Bắc Triều Tiên xâm lược Nam Triều Tiên, Wallace cắt đứt với Đảng Tiến bộ và ủng hộ nỗ lực của Liên Hợp Quốc do Hoa Kỳ đứng đầu trong Chiến tranh Triều Tiên. Trước đó, khi Vladimir Nikolayevich Petrov, một người bạn và là người sống sót trại gulag công bố những chi tiết của chuyến đi của Wallace tới Magadan, Wallace chính thức xin lỗi vì đã để Liên Xô lừa và ngụy tạo hiện trường. Dưới thời Chủ nghĩa McCarthy, ông phải ra điều trần tại Tiểu ban An ninh Nội địa của Thượng viện, và như ông viết trong nhật ký ông chỉ kém tay gangster Lucky Luciano trong các cuộc thăm dò dư luận về danh hiệu "người ít được tán thành nhất nước Mỹ". Năm 1952 Wallace xuất bản Where I Was Wrong, trong đó ông giải thích thái độ dường như tin tưởng Liên Xô và Joseph Stalin bắt nguồn từ sự thiếu thông tin về tội ác của Stalin, và rằng từ giờ ông tự xem mình là người chống cộng.
Ông viết một loạt lá thư cho nhưng người ông nghĩ là vu khống mình và kêu gọi ủng hộ Tổng thống Dwight D. Eisenhower tái đắc cử năm 1956. Năm 1961 Tổng thống John F. Kennedy mới được bầu mời ông tham gia buổi lễ nhậm chức, mặc dù Wallace từng ủng hộ đối thủ của Kenedy là Richard Nixon, khiến cho Wallace xúc động.
Wallace lần đầu tiên thấy triệu chứng teo cơ bên vào năm 1964. Ông mất do bệnh này ở Danbury, Connecticut, ngày 18 tháng 11 năm 1965. Thi hài của ông được hỏa táng tại Nghĩa trang Grace ở Bridgeport, Connecticut, và tro được an táng tại Nghĩa trang Glendale, Des Moines, Iowa.